# Bánh mì cá sấu
Bánh mì cá sấu là một loại bánh mì có xuất xứ từ thành phố Long Xuyên thuộc tỉnh An Giang, Việt Nam. Đúng với tên gọi, bánh có hình dáng của một con cá sấu và dài 60 cm, nặng 1,5–2 kg. Kể từ khi ra mắt, món ăn đã gây sốt trên mạng xã hội nhờ ngoại hình độc đáo, đồng thời còn gặt hái được rất nhiều đánh giá tích cực từ thực khách tiêu dùng.

## Lịch sử
Từ giữa năm 2020, hình ảnh chiếc bánh mì có hình dạng cá sấu đã trở nên phổ biến trên mạng xã hội. Theo chủ nhân của chiếc bánh, ý tưởng làm bánh mì với tạo hình cá sấu đến khá ngẫu nhiên. Trong một lần làm bánh, anh tiện tay khắc vảy hình lên ổ bánh mì nhưng lại ra lớp vảy giống cá sấu. Thế là anh bắt đầu nhào bột để nặn thêm các bộ phận khác như bốn chân, đầu, mắt... rồi đem đi trưng bày trong tủ kính cho đẹp mắt, thu hút thực khách tới quán bánh mì. Tuy nhiên, loại bánh này lại được rất nhiều người hỏi mua, sau đó họ truyền tay nhau chia sẻ lên mạng xã hội. Do đó, anh quyết định bổ sung loại bánh này vào thực đơn của quán và gia tăng số lượng để đáp ứng nhu cầu người tiêu dùng. Hiện nay, các tiệm bánh ở nhiều nơi cũng áp dụng phương pháp trên để chế biến món bánh.

## Chế biến

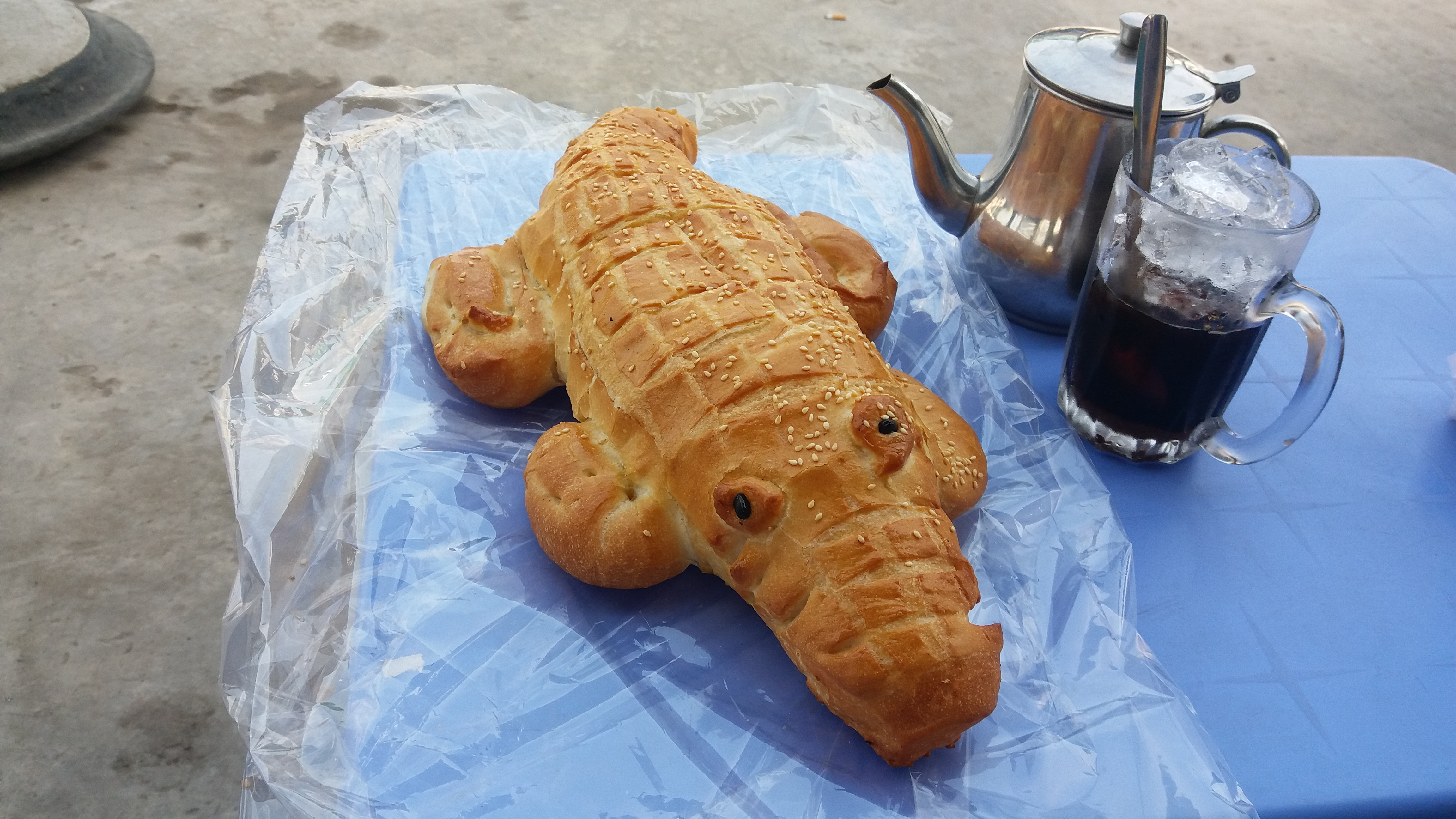
Một ổ bánh mì cá sấu tại thị trấn Núi Sập, An Giang

Bột mì là nguyên liệu chính để làm nên món bánh này. Lượng bột của món ăn nhiều gấp 20 lần so với các loại bánh mì khác. Cụ thể, cần phải sử dụng đến 2 kg bột để tạo hình, nhưng khi nướng chín thì trọng lượng chỉ còn khoảng 1,5 kg.
Công đoạn làm bánh mì cá sấu cũng phức tạp và tốn nhiều thời gian. Đầu tiên, người làm bánh sẽ tạo hình, ráp chân, sau đó ủ bột từ một đến hai tiếng để nở to. Tiếp theo mới khắc vẩy, đem vào lò nướng hơn 30 phút mới cho ra lò, rồi rắc mè, quét lên bánh một lớp bơ sầu riêng. Do bánh có kích thước lớn nên mỗi mẻ chỉ cho ra sáu chiếc. Bánh phải ăn nóng mới giòn, ngon và thơm.

## Đón nhận
Sau khi ra mắt, bánh mì cá sấu đã trở thành tâm điểm chú ý của cư dân mạng. Nhiều người bắt đầu cảm thấy tò mò, thích thú và tìm đến tận lò bánh để chứng kiến, mua thưởng thức. Bánh chủ yếu được đặt trước và hẹn giờ đến lấy, tuy nhiên do kích thước to nên việc chở về cũng gặp không ít khó khăn. Ngoài ra, nhiều người còn hài hước cho rằng bánh có hình dáng giống con thạch sùng.